# Fyrtøjet
Fyrtøjet je dánský němý film z roku 1907. Režisérem je Viggo Larsen (1880–1957). Film trvá zhruba 11 minut.
Jedná se o první filmovou adaptaci pohádky Křesadlo (1835) od Hanse Christiana Andersena (1805–1875). 